# 兜塚古墳 (桜井市)
兜塚古墳（かぶとづかこふん）は、奈良県桜井市浅古（あさご）にある古墳。形状は前方後円墳。桜井市指定史跡に指定されている。

## 概要

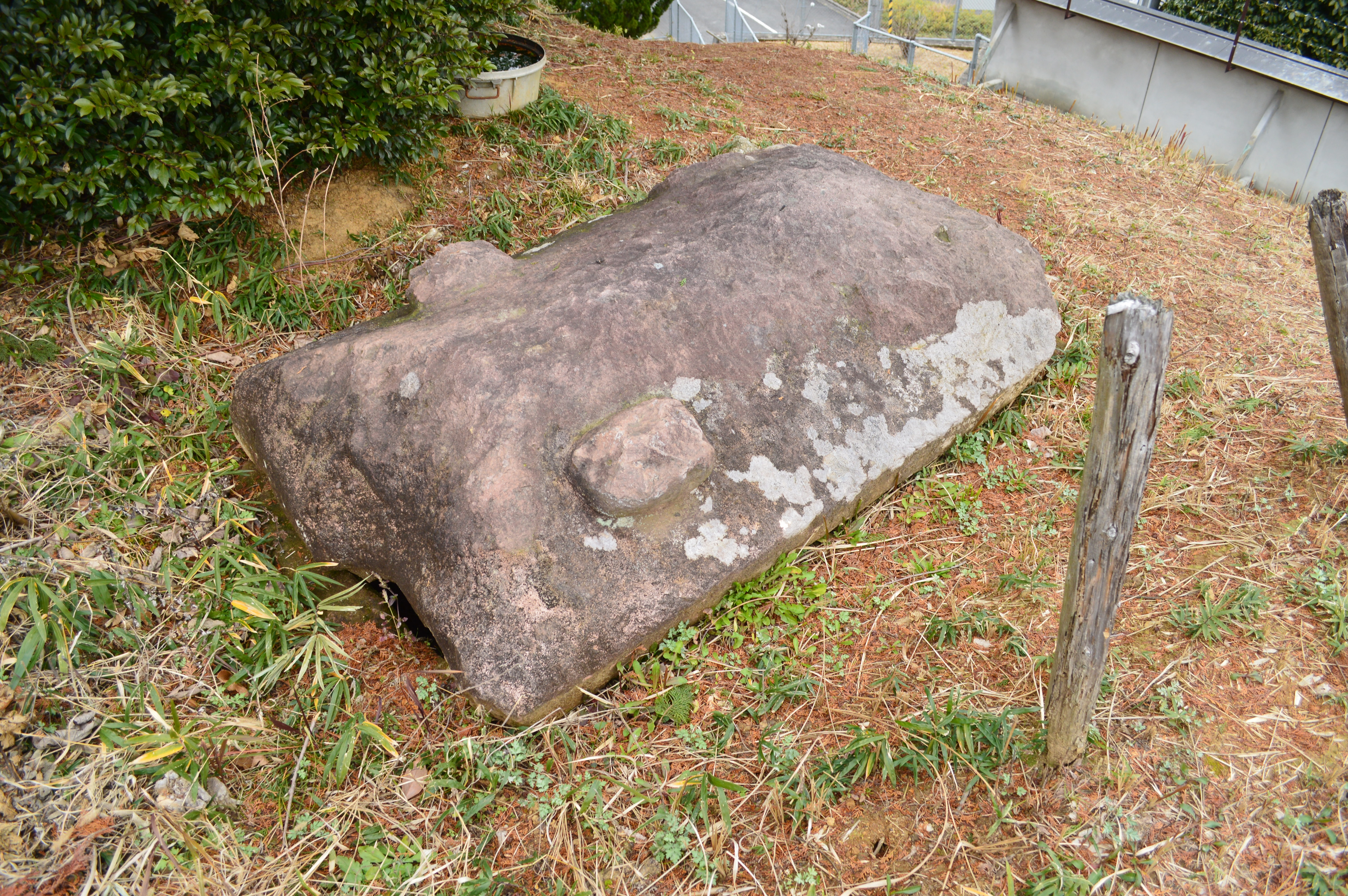
後円部の刳抜式家形石棺阿蘇溶結凝灰岩製の古式家形石棺。

奈良盆地南部、浅古集落西方の北西に延びる丘陵先端部に築造された古墳である。これまでに盗掘に遭っているほか、1954年（昭和29年）に発掘調査が実施されている。
墳形は前方後円形で、前方部を西方向に向ける。墳丘は基壇上に築造されており、墳丘表面では葺石と見られる小礫のほか、円筒埴輪片が認められる。埋葬施設は後円部中央における竪穴式石室で、石室主軸を墳丘主軸と平行方向とする。扁平な川原石積みで構築され、長さ約3.7メートル（推定復元）・幅1.4メートルを測るが、現在までに大きく破壊されている。石室の東側に礫敷が広がることから、竪穴系横口式石室とする説もある。石室内には粘土が敷き詰められ、その上に阿蘇溶結凝灰岩（阿蘇ピンク石/馬門石）製の刳抜式家形石棺が据えられる。石棺は長さ約2.1メートル・幅約1メートル・高さ約1メートルを測り、蓋石は稜線のほとんどない蒲鉾形で両側面に縄掛突起各2個がやや上向きに付くという古式家形石棺の様式になる（奈良盆地では同様の阿蘇溶結凝灰岩製の古式家形石棺の例として野神古墳（奈良市）が知られる）。盗掘に遭っているが、発掘調査では副葬品として装身具類（碧玉製管玉・琥珀製棗玉・銀製空玉・玻璃製小玉）・鉄鏃・馬具（金銅装鏡板・杏葉）が検出されている。築造時期は古墳時代中期の5世紀末葉頃と推定される。
古墳域は2000年（平成12年）に桜井市指定史跡に指定されている。

## 墳丘

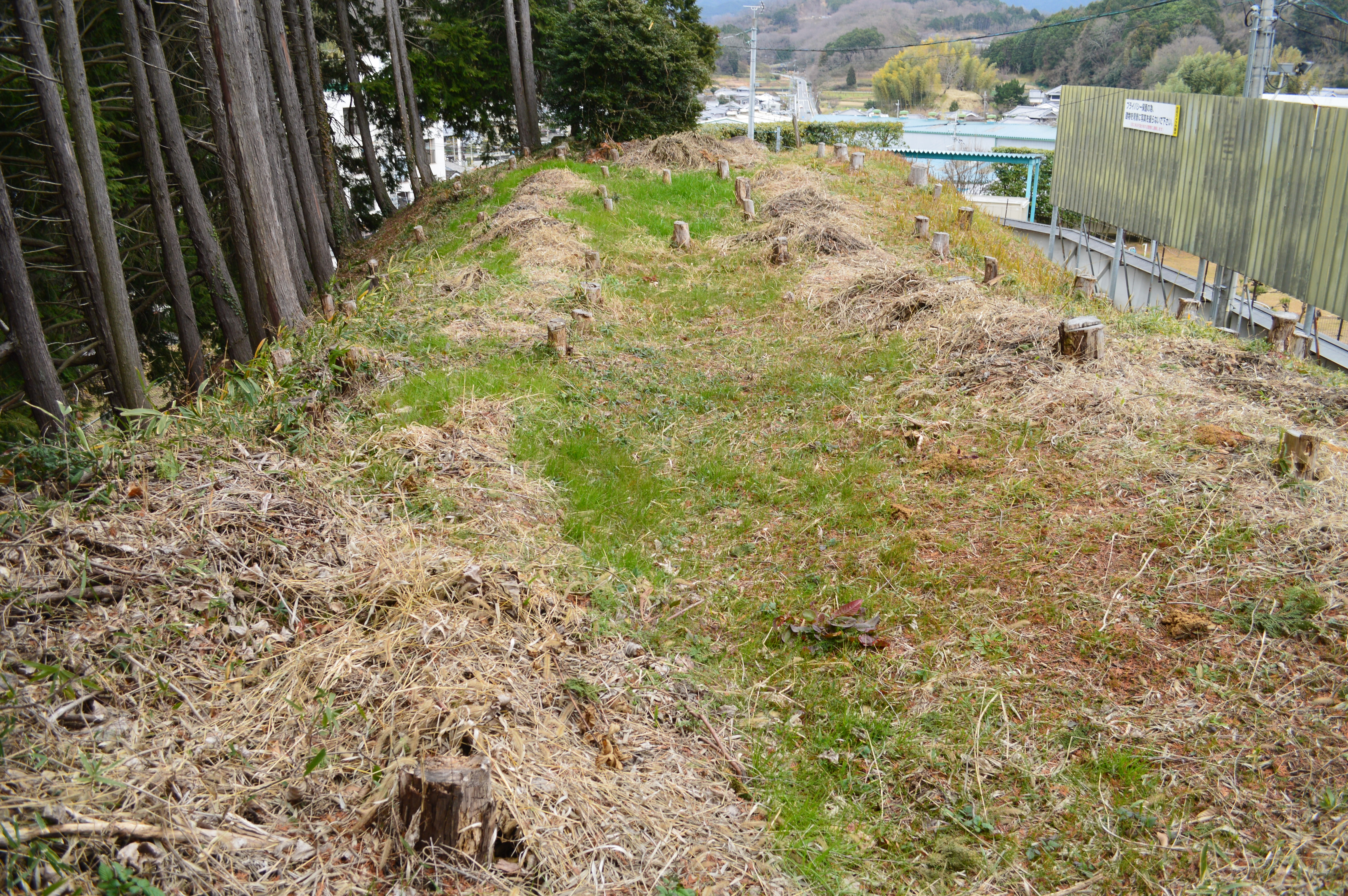
前方部から後円部を望む
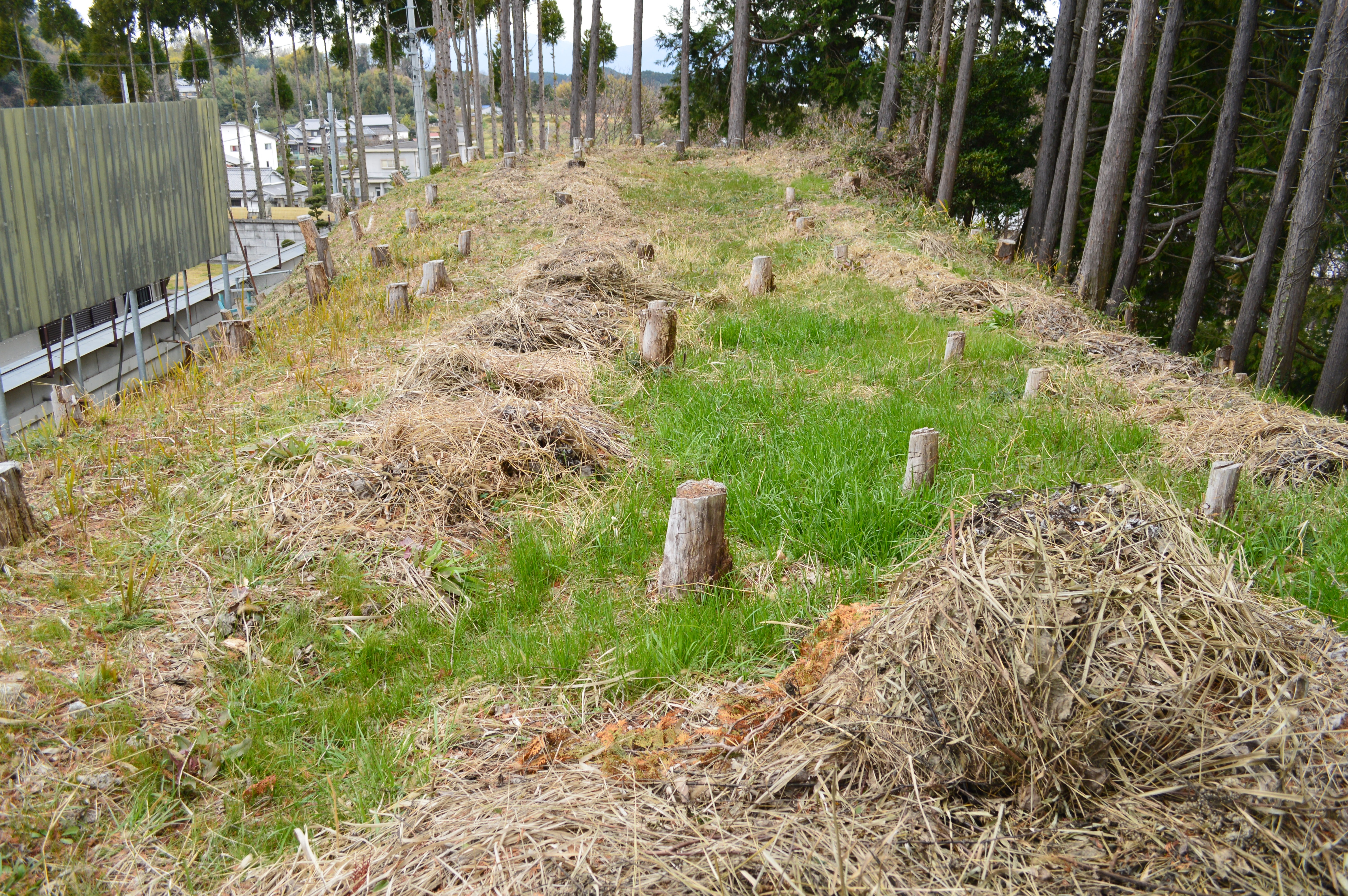
後円部から前方部を望む

墳丘の規模は次の通り。
- 墳丘長：40メートル
- 後円部
  - 直径：20メートル
  - 高さ：3.5メートル
- 前方部
  - 幅：19メートル
  - 高さ：3.5メートル

墳丘は基壇の上に築造されており、基壇は東西48メートル・南北26メートル・高さ4メートルを測る。
- 前方部から後円部を望む
- 後円部から前方部を望む

## 文化財

### 桜井市指定文化財
- 史跡
  - 兜塚古墳 - 2000年（平成12年）6月12日指定[3]。